# Запорозькі козаки у Смоленській війні (1632—1634)
На початку 30-х років 17 століття Московське царство, прагнучи послабити Річ Посполиту, стало надавати значну економічну і політичну допомогу Швеції — ворогові РП, і розпочала з останньою війну, що отримала назву Смоленської яка, однак, завершилась невигідним для Московської держави Поляновським миром 1634 року.

## Облога Смоленська
Війна почалася наступом московської армії на Литву. Московські війська під проводом воєводи Шеїна, героя Смоленської оборони 1609-11 років, захопили у Смоленському воєводстві міста Білу й Дорогобуж і обложили Смоленськ
Запорізькі козаки взяли участь у цій війні. У королівській армії, направленій на деблокаду Смоленська, було 35 тисяч запорожців із десятьма гарматами, що прибули до королівського табору 17 вересня 1633 року на чолі із своїм гетьманом Тимошем Орендаренком.
Запорожці відіграли помітну роль у боях під Смоленськом. Передовсім, вони дали велику допомогу у розвідці сил ворога: вже в перші дні привели королеві кілька полонених (литовський гетьман Радзивілл пише про одного запорожця, що переплив Дніпро і зачаївся під водою, поки не зміг зненацька схопити якогось москвина і привести його у польський табір)
У вирішальних боях 20-22 вересня 1633 року запорожці були долучені до колони литовського гетьмана Радзивілла, завданням якої було атакувати шанці московського генерала Матіссона на північному березі Дніпра та блокувати плацдарм, зайнятий коло переправ на північний берег кіннотою воєводи Прозоровського.
20 вересня бої не принесли успіху польській стороні. Тим часом 21 вересня виявилося днем важкого випробування для запорожців. Козаки мали захищати литовців Радзивілла, що знов атакували шанці Матіссона, від можливого удару московського війська з тилу. Тим часом воєвода Прозоровський зміг перевести на північний берег не лише помісну кінноту, але й драгунів під командуванням д'Еберта. Загалом запорожців атакувало 5000-6000 московської кавалерії, і вони почали відступати. Але силу удару ворога було притуплено, і контратака всієї литовської кавалерії, до якої долучилися і запорожці, вибила вояків Прозоровського назад до переправи. Під кінець дня козаки стали будувати власні шанці, щоб заблокувати нові спроби атак з боку Прозоровського.
Новозбудовані шанці стали у пригоді вже наступного дня, коли допомогли козакам відбити нову атаку московитів. Надихані своїм успіхом, три тисячі козаків вплав дісталися на південний берег Дніпра і шабельною атакою знищили залогу московських мушкетерів.)
Після цих боїв блокаду Смоленська було знято, і вже московське військо опинилося заблоковане. 7 жовтня один із запорозьких полків вирушив разом із польськими козаками, драгунами й п'ятигорцями під Дорогобуж і взяв участь у взятті міста. Під кінець 1633 року лише 2 чи 3 тисячі запорожців (із наявних десяти тисяч) залишилося під Смоленськом, а решту було направлено разом із гетьманом Казановським під Вязьму..
Казановський зупинився за 3 милі від Вязьми, і загони поляків і козаків взялися до спустошення краю, доходячи до Великих Лук, Ржева, Можайська, Калуги і Козельська. Було знищено сотні сіл, взято в полон багато жителів.
1 березня 1634 московська армія Шеїна капітулювала. Король Владислав із 8 тисячами війська пішов до фортеці Білої і безуспішно намагався її взяти. Тим часом, козаки, що були під Вязьмою, виступили у бік Калуги, розбивши табір біля села Щелканово — за 20 миль від міста. Цей табір став базою для нових рейдів вглиб московської території. 11 квітня запорожці завдали поразки 8-тисячному загону донських козаків, що атакував їхній табір у Щелканово.
30 квітня 1634 року почалися мирні переговори, що завершилися підписанням 14 червня 1634 року у Полянові угоди про «вічний мир»

## Задніпрянщина
У квітні 1633 року каменецький каштелян Олександр Пісочинський вирушив із Задніпрянщини у виправу на Московську державу. Під його началом був молодий Ярема Вишневецький із своїм приватним військом, а також запорожці на чолі з гетьманом Михайлом Дорошенком.Проте інформація, що Дорошенко був гетьманом не вірна, бо він загинув під час походу на Крим, ще у 1628 році. Пісочинський планував глибокий рейд під Смоленськ для допомоги обложеній залозі, але козаки настояли на тому, щоб спершу взяти Путивль, добре уфортифіковане місто із сильною залогою. Але як дійшло до діла, козаки «штурмували Путивль лише криком» та пустошили околиці Путивля.
Пісочинський вирішив зняти облогу і продовжити рейд під Смоленськ. Коли Дорошенко погодився, козаки скинули його з гетьманства і обрали Якова Острянина, що наполягав на тому, щоб іти на Смоленськ не московською, а своєю територією. Коли Пісочинський не погодився, козаки вночі пішли з табору, і 19 червня 1633 року облогу Путивля довелося зняти.
Після невдачі під Путивлем 5-тисячне запорізьке військо полковника Острянина узяло й розорило Валуйки, а потім обложило Білгород. Козакам вдалося захопити острог, але 22 липня 1633 р. при штурмі Білгорода козаки зазнали важких втрат (тільки убитими 400 чоловік) і вимушені були відступити. Абсолютно несподіваною для козаків стала вилазка, організована захисниками Разуменських воріт Білгорода. Загін, що оборонявся тут, під командуванням стрілецького і козачого голови Ст. Хитрого, чисельністю 214 чоловік (24 станичних голови, 86 дворян і полкових дітей боярських, 28 станичних дітей боярських, 9 стрільців, 63 донських і два верстаних козаків, а також стрілецький сотник і подьячий прибулої хати П. Степанов), раптово атакував запорожців. Білгородці не тільки зруйнували встановлені під стінами фортеці тури, щити, фашини і сходи, але і вбили 78 козаків, і одного узявли в полон. Острянин був змушений зняти облогу Білгорода.
Після капітуляції армії Шеїна було організовано нову виправу з Задніпрянщини. На її чолі став Адам Кисіль, а також калуський староста Лукаш Жолкєвський та князь Ярема Вишневецький, що привів із собою 4 тисячі вояків. Козаками головували Ілляш Караїмович і Острянин. У квітні 1634 року військо тиждень облягало Сєвськ у Комаринській волості. Однак особливого бажання воювати в команді магнатів козаки не виявляли. У двадцятих числах квітня 1634 року рильський воєвода повідомляв у Москву, що «у Жолкевського і у Вишневецького… з лістровими (тобто реєстровими) черкасами учинилась незгода, а сказали лістрові черкаси пану Жолкевському і Вишневецькому, що їм, лістровим козакам, з Жолкевським і Вишневецьким… не йти (не по дорозі)». До невдачі облоги призвела мала кількість гармат (всього дев"ять), а також те, що козаки вирішили, що замість облягати місто, краще піти на Муравський шлях пошарпати татар.

## Проти татар і турків
Запорозькі козаки також брали участь у відбитті турецько-татарської аґресії під час Смоленської війни: у погромі буджацьких татар під Сасовим Рогом улітку 1633 року та у боях під Кам'янцем проти турецько-молдовсько-татарського війська Абази-паші у жовтні того ж року, де було 1250 запорожців у складі 9-тисячної армії гетьмана Конєцпольського.

## Деякі контроверсії
Костомаров стверджував, що у цій війні брав участь Богдан Хмельницький і навіть за хоробрість отримав від польського короля шаблю, хоча сучасні дослідники пишуть про відсутність даних про життя Хмельницького у цей період.
Також деякі українські історики стверджують, що кіннота Тараса Трясила відіграла вирішальну роль в бою під Щелкановим 10 квітня 1634 року, де була вщент розбита російська армія. На жаль, про цей бій немає згадок ні в польських, ні в російських книгах про Смоленську війну.

## Виноски
1. ↑  Dariusz Kupisz, «Smoleńsk 1632—1634», Historyczne Bitwy, Warszawa, Bellona, 2001, стор.149
2. ↑  Dariusz Kupisz, «Smoleńsk 1632—1634», Historyczne Bitwy, Warszawa, Bellona, 2001, стор.150
3. ↑  Dariusz Kupisz, «Smoleńsk 1632—1634», Historyczne Bitwy, Warszawa, Bellona, 2001, стор.155-58
4. ↑  Dariusz Kupisz, «Smoleńsk 1632—1634», Historyczne Bitwy, Warszawa, Bellona, 2001, стор.217
5. ↑  Jan Widacki, «Kniaź Jarema», Śląsk, 1984, ISBN 83-213-0797-7 стор 28
6. ↑  В. А. ВОЛКОВ, СМОЛЕНСКАЯ ВОЙНА (1632—1634 гг.), стр 10
7. ↑  Jan Widacki, «Kniaź Jarema», Śląsk, 1984, ISBN 83-213-0797-7 стор 30
8. ↑  http://litopys.org.ua/holob/hol11.htm [Архівовано 31 жовтня 2007 у Wayback Machine.] Голубуцький В. Запорозьке козацтво. Стр. 290]
9. ↑  Jan Widacki, «Kniaź Jarema», Śląsk, 1984, ISBN 83-213-0797-7 стор 31
10. ↑  Костомаров H. И. Богдан Хмельницкий // Соч. М., 1904. T. 9. C. 75
11. ↑  Наприклад, одна з наукових біографій Хмельницького взагалі не згадує про його участь у Смоленській війні (Смолій В. А., Степанков В. С. «Богдан Хмельницький», Альтернативи, ISBN 966-7217-76-0, 2003)
12. ↑  Голубуцький В. Запорозьке козацтво. Стр. 297. Архів оригіналу за 31 жовтня 2007. Процитовано 11 квітня 2008.